# Buengrado (Guadalajara)
Buengrado o Buenago es un despoblado del municipio de Maranchón, en la actual provincia de Guadalajara (España). 
Su término, de 14 km de perímetro, se situaba entre los de Clares, Balbacil, Turmiel, Anquela del Ducado, Tobillos y Mazarete.
Existen pocas referencias documentales, y la primera aparece en 1353 como parte del arciprestazgo de Medinaceli, perteneciente al obispado de Sigüenza. Debió despoblarse hacia el siglo XV y desde entonces la aldea es irreconocible y no quedan restos de edificaciones.
La aldea se encontraría próxima al molino de la Barbarija, junto al río Mesa, en el lado izquierdo de la carretera de Anquela a Turmiel y muy probablemente sobre la loma de Buengrado.